# پلاک پی‌یر
پلاک‌های پی‌یر یا لکه های پی یری (انگلیسی: Peyer's patches) یا به‌اختصار PP که بدان ندول‌های لنفوئیدی متراکم نیز می‌گویند، فولیکول‌های لنفاوی منظمی در بافت روده‌ها هستند که معمولاً در بخش‌های انتهایی روده باریک، به‌ویژه در تهی‌روده و درازروده و گاهی نیز در دوازدهه یافت می‌شود.
ویژگی این پلاک‌ها که در بافت پوششی روده قرار دارند، اپی‌تلیوم مرتبط با فولیکول (FAE) است که سرتاسر فولیکول‌های لنفوئیدی را می‌پوشاند و از اپی‌تلیوم معمولی پرزهای روده متفاوت است، چرا که نسبت به آن سلول‌های گابلت کمتری داراست و در نتیجه لایهٔ موکوسی‌اش نازک‌تر است و علاوه بر این‌ها دارای سلول‌های تخصصی M یا سلول‌های میکروفولد است که کارشان، جذب و انتقال آنتی‌ژن از مجرای روده باریک است.
بیشترین میزان این پلاک‌ها در سن ۱۰ الی ۱۵ سالگی در بدن یافت می‌شود و با افزایش سن، از تعداد آنها کاسته می‌شود.

## اهمیت بالینی
پلاک‌های پی‌یر نقش مهمی در پاسخ دستگاه ایمنی به عوامل بیماری‌زا دارند. این پلاک‌ها حاوی ماکروفاژها، سلول‌های دندریتیک، لنفوسیت‌های بی و لنفوسیت‌های تی متعددی هستند و عوامل بیماری‌زا باید اول از اینجا عبور کنند.
علاوه بر این، رشد بیش از حد این بافت، خود می‌تواند مشکل‌ساز شود. مثلاً هیپرتروفی پلاک‌های پی‌یر با بروز «درهم‌روی روده با علت نامشخص» مرتبط است. همچنین هیپرتروفی این بافت سبب استعداد ابتلا به انسفالوپاتی‌های اسفنجی شکل می‌گردد.
همچنین عوامل بیماری‌زایی چون پولیوویروس و سالمونلا، این بخش از روده را هدف قرار می‌دهند.